# فرانك زابا
فرانك زابا (بالإنجليزية: Frank Zappa) (21 ديسمبر 1940 - 4 ديسمبر 1993) كان موسيقاراً وملحناً بارزاً ومنتجاً ومصمم أغلفة ألبومات، مخرج أفلام وفديوهات أمريكي معاصر وفريداً من نوعه. من سنة 1966 إلى موته في سنة 1993, أنتج زابا أكثر من 60 البوم موسيقي وكتب موسيقى كلاسيكية وروك وجاز وبلووز وعزف الغيتار.
فرقته المشهورة الأولى «أمهات الاختراع» أغانيها كانت ذات تسميات وكلمات مجنونة ومسلية مثل «غيتاري يريد أن يقتل أمك» و«العم لحم» و«لا تأكل الثلج الأصفر» (من الألبوم فاصلة علوية (')) بعد ذلك بدأ مشواره الفني المستقل، الموسيقى كانت فريدة والعازفين في فرقته كانوا من أكثرهم موهبة واحترافية على الدوام. وبرأي الكثيرين يمثل زابا أحد أكثر عازفي الغيتار تفرداً بأسلوبه الخاص، ويعد من أفضل المؤلفين الموسيقيين المعاصرين، الموسيقيون الذين شاركوا في فرقة زابا مثل جورج دوك وروث أوندروود وجون لوك بونتي كانوا من العازفين الفريد من نوعهم في العالم.

## نشأته
ولد فرانك زابا في مدينة بالتيمور في ولاية ماريلند في سنة 1940 من أب من صقلية ذي أصول يونانية وعربية ووالدته من أصول إيطالية وفرنسية. كان فرانك أكبر إخوته وله أخوان وأخت. نشأ في مدينة صغيرة في كاليفورنيا بالقرب من مدينة لوس أنجلوس اسمها لانكاستور. نشأ كاثوليكيا إلا أنه فيما بعد عارض الكاثوليكية والدين لدورها في نشر الجهل وإضعاف القدرات العقلية. لنبوغه، علم نفسه قراءة وكتابة الموسيقى، كما لعب الطبول والقيثارة بشكل متقن. كان طالبا كسولاً في الثانوي الذي طرد منها ومن فرقتها لتدخينه السيجارة. لم يجذب الفتيات بسب أنفه الكبير وشخصيته المجنونة. تعرف في المدرسة الثانوية على صاحبه دون فليت الذي أصبح موسيقي شهير يلقب بـ«قائد قلب الحم». درس في الجامعة لفصل واحد ثم ترك الدراسة. تزوج من امرأة اسمها كاي شرمان في سنة 1960 وتم طلاقهم في سنة 1964. أحب فرانك زابا الموسيقى الكلاسيكية مثل ادجارد فراس وإيجاور سترافينسكي، وموسيقى الجاز مثل إيرك دولفي ودو واب مثل الفلورس وموسيقى بلووز مثل جوني جيتار واطسون وموسيقى روك مثل ريشرد صغير ولذلك قرر زابا في سنة 1964 أن يوحد هذه الأنواع الموسيقية في فرقه واحدة كان اسمها «والدات الاختراع».

## الألبوم الأول
في سنة 1966, زابا و «والدات الاختراع» أنتجوا ألبومهم الأول ومن بعدها، تغير عالم الموسيقى كثيرا. وإن زابا دخن سيجارات وانتقد الحكومة الأمريكية، كان زابا يدخن الحشيش وقتها وهذه صدمة لبعض الناس لأن قصائد أغانيه كانت مجنونة جدا.

## جايل سلوطمان
في سنة 1967, زابا تزوج امرأة اسمها جايل سلوطمان ولهم 4 أطفال معا أسماؤهم دويزل وأحمد ومون يونت وديفا موفن وزابا بقي مع جايل حتى موته في سنة 1993. وإن موسيقى زابا كانت صعب جدا للعب وزابا أمر بموسيقييه كثيرا وطالب منهم كثيرا، موسيقيوه قالوا أن زابا كان طيب القلب والعمل معه كان مسلياً.

## السياسة
زابا اهتم بالسياسة بالإضافة إلى الموسيقى وفي سنة 1985, زابا قال في مؤتمر في السانات عن تحرير الموسيقى التي ليست مناسبة بالنسبة لزوجات سياسيات وزابا عارض هذه الفكرة.

## أهم أقواله
«إذا أردت مصاحبة الفتيات فاذهب إلى الجامعة أما إذا أردت أن تتعلم إذهب إلى المكتبة»

## أفلام
من سنة 1966 إلى موته في سنة 1993, فرانك زابا أنتج أكثر من 60 ألبوماً وقاد أفلام مثل «200 فنادق» في سنة 1971 و«أطفال الأفاعي» في سنة 1979 و«عم لحم» في سنة 1987. وإن موسيقى فرانك زابا ليست شعبية جدا مع معظم الناس، موسيقى فرانك زابا شعبية جدا مع موسيقيين وموسيقى فرانك زابا غيّر عالم الموسيقى كثيرا.

## وفاته
توفي فرانك زابا في منزله بسرطان البروستاتا في 4 ديسمبر عام 1993 عن عمر ناهز الـ53 عامًا.

## الديسكوغرافيا
خلال حياته، أصدر زابا 62 ألبومًا. منذ عام 1994، أصدر ائتمان عائلة زابا 55 ألبومًا بعد وفاته، ليصبح المجموع 117 ألبومًا. الموزع الحالي لأعمال زابا المسجل هي شكرات موسيقى يونيفيرسال.

## وصلات خارجية
- سلوتس، كاسبر - «لغة فرانك زابا الموسيقية: دراسة في موسيقى فرانك زابا» (يوليو 2012) - الطبعة الرابعة (بالإنجليزية)
- فرانك زابا على موقع IMDb (الإنجليزية)
- فرانك زابا على موقع الموسوعة البريطانية (الإنجليزية)
- فرانك زابا على موقع روتن توميتوز (الإنجليزية)
- فرانك زابا على موقع مونزينجر (الألمانية)
- فرانك زابا على موقع ألو سيني (الفرنسية)
- فرانك زابا على موقع ميوزك برينز (الإنجليزية)
- فرانك زابا على موقع رولينغ ستون (الإنجليزية)
- فرانك زابا على موقع أول موفي (الإنجليزية)
- فرانك زابا على موقع قاعدة بيانات الأفلام السويدية (السويدية)
- فرانك زابا على موقع إن إن دي بي (الإنجليزية)